# Schanz (Böckingen)
Die Schanz ist ein in den 1960er und 1970er Jahren entstandenes Wohngebiet im Heilbronner Stadtteil Böckingen. Das Wohngebiet entstand um 1970 als bis dahin größte gesamtstädtische Erschließungsmaßnahme. Auf der Schanz leben etwa 5.000 bis 6.000 Menschen und damit mehr als in manchen Heilbronner Stadtteilen. Das 1972 fertiggestellte 16-stöckige Wohnhaus an der Güglinger Straße war seinerzeit das größte Wohnhaus der Stadt.

## Lage
Die Schanz erstreckt sich im Nordwesten Böckingens im Wesentlichen westlich der Heidelberger Straße. Nach Osten hin wird das Gebiet von der Heidelberger Straße begrenzt, nach Norden und Westen durch die Siedlungsgrenze, nach Süden durch die Bruchsaler Straße und die Straße Auf der Schanz. Die Sinsheimer Straße trennt das Wohngebiet in die Quartiere Schanz Nord und Schanz Süd.

## Geschichte

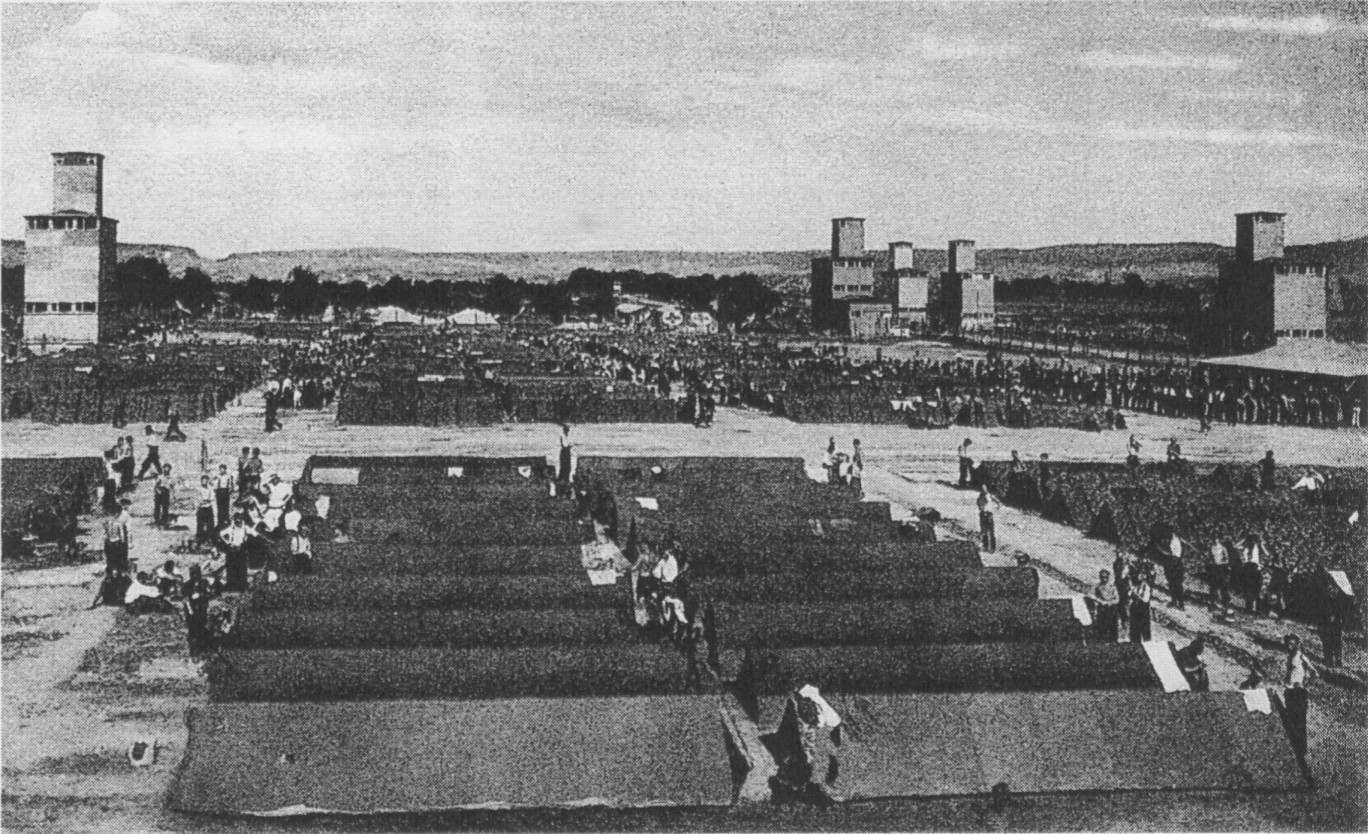
Das amerikanische Gefangenenlager auf der Trappenhöhe, Sommer 1945

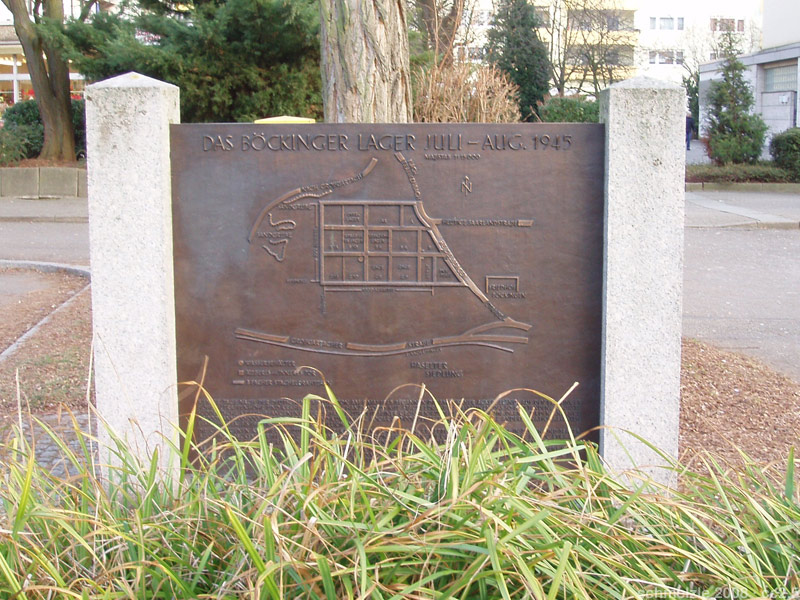
Gedenktafel am Kraichgauplatz

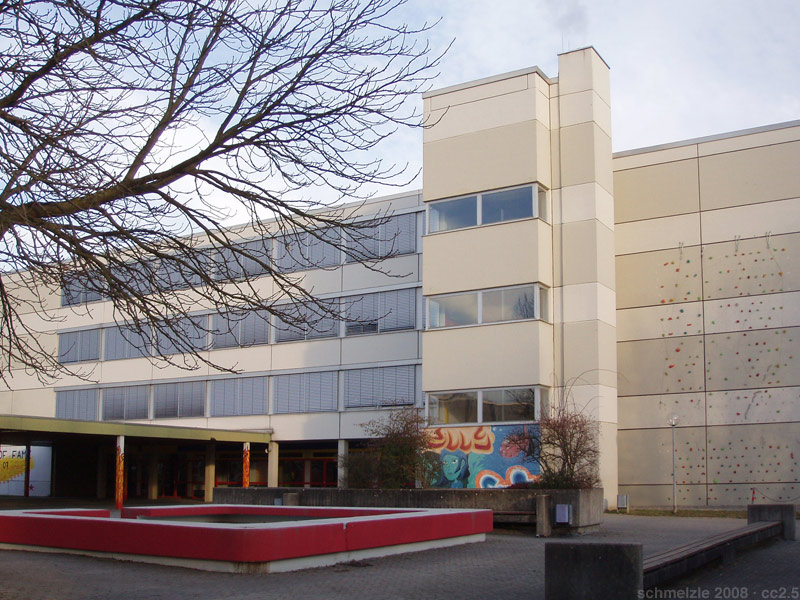
Das Elly-Heuss-Knapp-Gymnasium am Kraichgauplatz

Die ausgedehnte Anhöhe zwischen dem historischen Böckinger Ortskern im Süden und dem nördlich benachbarten Heilbronner Stadtteil Frankenbach trug ursprünglich die Gewannbezeichnungen Trappenhöhe, Auf der Schanze und Schanz. Das Gelände wurde landwirtschaftlich genutzt. In den 1930er Jahren entstanden südlich der Trappenhöhe die Haselter-Siedlung und nordöstlich der Trappenhöhe die Ernst-Weinstein-Siedlung (heute: Kreuzgrund), im Südosten der Schanz dehnte sich die Bebauung in jener Zeit vom Sonnenbrunnen längs der Schollenhalde allmählich zur Schanz hin aus. 
Nach dem Zweiten Weltkrieg errichteten die Amerikaner auf der Schanz das Kriegsgefangenenlager PWTE C-3, eines der größten solcher Lager in Südwestdeutschland. Das Lager bestand bis 1948, einige davon übrig gebliebene Baracken wurden noch bis 1961 als Notunterkünfte genutzt und dann abgerissen.
Zur Deckung des gesamtstädtischen Wohnungsbedarfs beschloss die Stadt Heilbronn die Erschließung der Schanz als Wohngebiet, nachdem man zuvor schon das Wohngebiet Sachsenäcker im Stadtteil Neckargartach erschlossen hatte. Die Erschließungsmaßnahmen wurden durch die Baugesellschaft Neue Heimat durchgeführt. Im westlichen Bereich der Schanz entstanden überwiegend vier- und mehrgeschossige Mehrfamilienhäuser in einem stark durchgrünten und mit großzügigen Verkehrsflächen versehenen Umfeld, nach Osten hin wurden Grundstücke für den Bau von ein- und zweigeschossigen Einfamilienhäusern, Doppelhäusern und Reihenhäusern parzelliert. 
Die Schanz ist das größte und einwohnerstärkste Baugebiet, das je in Böckingen erschlossen wurde. Mit etwa 5.000 bis 6.000 Einwohnern hat es die Einwohnerzahl einer Kleinstadt. Das 1972 fertiggestellte 16-stöckige Hochhaus an der Güglinger Straße war damals das größte Gebäude der Stadt.
Bis 1965 waren bereits einige mehrgeschossige Mehrfamilienhäuser an der Böcklerstraße fertiggestellt, bis 1968 die Hochhäuser an der Heidelberger Straße. Die gesamte Hochhausbebauung war 1975 abgeschlossen, die Grundstücke für Einfamilienhäuser wurden im Wesentlichen bis etwa 1980 bebaut. Als nächste große gesamtstädtische Erschließungsmaßnahme schloss sich das Baugebiet in Sontheim-Ost an.
Den Mittelpunkt des Wohngebiets bildet der Kraichgauplatz, an dem zwei Lebensmittelmärkte, eine Apotheke und weitere Läden zur Versorgung der Bewohner eingerichtet wurden. Ebenfalls am Kraichgauplatz und längs der Pfaffenhofener Straße errichtete man bis 1971/75 das Elly-Heuss-Knapp-Gymnasium Heilbronn und die Elly-Heuss-Knapp Grund- und Hauptschule mit Werkrealschule mit ausgedehnten Sportanlagen sowie mehrere Kindergärten. Zu den bemerkenswerten Einrichtungen auf der Schanz zählt das einst zwei Hochhäuser umfassende staatliche Übergangswohnheim für Spätaussiedler in der Pfaffenhofener Straße, das 1990 in städtische Verwaltung überging und 1994 auf ein Hochhaus reduziert wurde. In der Zeit zwischen 1971 und 1998 haben rund 14.000 Personen dieses Wohnheim durchlaufen. Bedeutende Größe hat auch das Alten- und Pflegeheim der Richard-Drautz-Stiftung an der Bruchsaler Straße, das mehrfach erweitert wurde und heute auch einen Erweiterungsbau an der Stelle des ehemaligen zweiten Übergangswohnheim-Gebäudes miteinbezieht.
Aufgrund seiner Infrastruktur und der Verkehrsanbindung ist das Wohngebiet Schanz wie auch die benachbarte Kreuzgrund-Siedlung mehr zur Heilbronner Innenstadt als zum historischen Böckinger Ortskern ausgerichtet. Als man das Wohngebiet erschlossen hat, gab es Pläne, die Sinsheimer Straße und die Bruchsaler Straße nach Westen fortzuführen, um damit u. a. eine direkte Anbindung an die B 293 zu schaffen, was jedoch bis heute nicht verwirklicht wurde. Viele der Mietwohnungen in den Hochhäusern auf der Schanz wurden zwischenzeitlich in Wohneigentum umgewandelt. Von den einst drei Kindergärten wurde einer geschlossen und mit einem weiteren mehrgeschossigen Wohngebäude überbaut.